# Antônio Maria Coelho
Antônio Maria Coelho, primeiro e único barão do Amambaí (Cuiabá, 8 de setembro de 1827 — Corumbá, 29 de agosto de 1894), foi um militar e político brasileiro, chegando à patente de marechal.
Adquiriu grande prestígio no Império após sua destacada atuação durante a Guerra do Paraguai, no histórico episódio de 13 de junho de 1867, conhecido como a Retomada de Corumbá, renome que lhe garantiu o cargo de primeiro governador do Mato Grosso após a proclamação da República. É dele a autoria da atual bandeira de Mato Grosso.

## Biografia
Natural de Cuiabá, capital da Província de Mato Grosso, era filho do tenente-coronel Vicente Coelho e de Maria Agostinha Carolina de Almeida. Alistou-se ao Exército Brasileiro em 1839, aos 12 anos de idade. Sua ascensão militar foi rápida, em virtude da tradição militar na família, sendo promovido a segundo-sargento em 2 de novembro de 1840 e a cadete em 10 de janeiro de 1842. Em 1842, matriculou-se na Escola Militar, concluindo o curso de infantaria em 1849.
Durante a Guerra do Paraguai, assumiu posição de comando, liderando a Retomada de Corumbá em 13 de junho de 1865. O sucesso na batalha lhe rendeu elogio do imperador e voto de reconhecimento da Câmara dos Deputados, além da promoção ao posto de tenente-coronel. Em 1888, foi promovido e brigadeiro e, no ano seguinte, a marechal de campo.
Na política, não obteve sucesso em sua candidatura ao Senado em 1888. Com a Proclamação da República do Brasil, foi empossado na posição de comandante das Armas do Estado de Mato Grosso. Assumiu o governo local em 9 de dezembro de 1889. Foi o criador do Partido Nacional em janeiro de 1889. Foi destituído do cargo de governador por decreto do presidente Deodoro da Fonseca, em fevereiro de 1891.
Foi um dos signatários do Manifesto dos 13 generais contra Floriano Peixoto, cujo conteúdo clamava pela convocação de novas eleições. O presidente Peixoto reformou todos os generais envolvidos, acusando-os de atentar contra a estabilidade do regime republicano.
Deixou a vida pública em 1894 e passou a residir em Corumbá, onde faleceu no mesmo ano.
Coelho casou-se duas vezes. Sua primeira esposa foi Ana de Pinho Coelho, com quem teve dois filhos: Emilio e Adelino. Após o falecimento de Ana em 1867, vitimada pela varíola, casou-se com Cristina Jorge Coelho, com quem teve quatro filhos: Almirante Salalino Coelho, Poty Coelho, Elisa Coelho e Maria de Lourdes Coelho.

## Títulos nobiliárquicos
Barão do Amambaí
Título conferido por decreto imperial em 28 de agosto de 1889. Faz referência ao rio sul-mato-grossense na região de Amambai, onde o nobre atuou durante a Guerra do Paraguai. Em tupi significa rio das samambaias.